# Kruger Inc.
Kruger Inc. er en canadisk skovindustrikoncern med hovedkvarter i Montreal. De fremstiller papir, pap, tømmer, trævarer, energi og alkohol.
Virksomheden blev etableret i 1904, da Joseph Kruger etablerede en papirforretning i Montreal. Kruger har ca. 10.000 ansatte.